# جنگ کالینگا
جنگ کالینگا توسط امپراتوری موریا نبرد کالینگا یکی از بزرگ‌ترین نبردهای صورت گرفته در شبه‌قاره هند است. این نبرد بین آشوکای کبیر از امپراطوری موریا و جمهوری فدرال کالینگا بود که به خاطر قدرت بی‌رحمانهٔ آشوکا شکست خورد. و این نبرد بی‌رحمانه‌ترین نبرد آشوکا بود و این خونریزی کار آشوکا را به مذهب بودا کشاند.
تنها پادشاهی کوچکی که جنوب شرق هند مقاومت می‌کرد کالینگا بود که توسط آشوکا فتح شد. شصت سال پس از درگذشت آشوکا، سقوط و انحطاط این سلسله آغاز شد. در ۱۸۵ با تأسیس دولت شونگا در ماگادها، سلسله موریا رسماً منقرض شد.

## دربارهٔ امپراتوری موریا
شاهنشاهی مائوریا یا موریا (سانسکریت، Maurya، मौर्य) سلسله ای مقتدر در هند باستان که بین سال‌های ۳۲۱ تا ۱۸۵ پیش از میلاد فرمانروایی می‌کردند. سلسله مائوریا یا موریای هند بعد از سقوط امپراتوری هخامنشی بدست اسکندر یونانی در هند روی کار آمد. مائوریاها پس از سلسله ماگادها به قدرت رسیدند و در اوج قدرت بر تمامی شبه قاره هند و بخش‌هایی از افغانستان، پاکستان و ایران کنونی سلطه داشتند. بزرگ‌ترین شاه سلسله موریای هند آشوکا، نوه چاندارگوپتا نام داشت. وی سراسر هند و افغانستان را به تصرف خود درآورد و در ترویج کیش بودا تلاش فراوان کرد. او از بزرگ‌ترین فرمانروایان تاریخ هند است. پایتخت شاهنشاهی مائوریا شهر پاتالی پوترا بود. چاندراگوپتا مائوریا بنیان‌گذار این سلسله بود و مقتدرترین فرمانروای آن آشوکا شاه بود که به بوداگرایی گروید. دین بودا در عهد این پادشاه مقتدر از حدود شبه قارهٔ هند تجاوز و توسط مبلغین از شمال غربی تا کشمیر و قندهار و کابل نفوذ کرد و به تدریج به سواحل رود جیحون رسید.
این امپراتوری در اساس از پادشاهی ماگادها در جلگه‌های هند و گنگ (ایالت کنونی }بیهار، شرق اوتار پرادش و بنگال) پدید آمده بود که در شرق شبه قاره هند واقع بود. مرکز این امپراتوری، شهر کهن پاتالی پوترا بود که امروزه شهر پتنه نامیده می‌شود. این امپراتوری در ۳۲۲ سال پیش از میلاد مسیح توسط چاندراگوپتا مائوریا تأسیس شد. وی با سرنگون کردن سلسله ناندا به سرعت قدرت خود را به سوی غرب گسترش داد و با بیرون کردن نیروهای یونانی و ایرانی از خاک هند، دولت مستقل و مقتدر و فراگیری پدیدآورد. در ۳۲۰ پیش از میلاد این امپراتوری سراسر نیمه شمالی هند را در اختیار داشت و ساتراپ‌هایی را که قبلاً در اختیار سربازان اسکندر بود به تصرف درآورد.
در زمان خود، امپراتوری مائوریا یکی از پهناورترین ممالک عالم به‌شمار می‌رفت. در گسترده‌ترین حالت، این امپراتوری از شمال به مرزهای طبیعی رشته کوه‌های هیمالیا و از شرق به جنگل‌های انبوه آسام در بنگال و برمه کنونی، و از غرب به بلوچستان و افغانستان کنونی (شامل استان‌های کنونی هرات و قندهار) و از جنوب نزدیکی سری لانکا می‌رسید. تنها پادشاهی کوچکی که جنوب شرق هند مقاومت می‌کرد کالینگا بود که توسط آشوکا فتح شد. شصت سال پس از درگذشت آشوکا، سقوط و انحطاط این سلسله آغاز شد. در ۱۸۵ با تأسیس دولت شونگا در ماگادها، سلسله موریا رسماً منقرض شد.